# 马加尼亚
马加尼亚，是西班牙卡斯蒂利亚-莱昂索里亚省的一个市镇。总面积59平方公里，总人口115人（2001年），人口密度2人/平方公里。